# Ulica Na Gubałówkę w Zakopanem
Ulica Na Gubałówkę – deptak położony w centrum Zakopanego, przedłużenie Krupówek.
Ulica powstała na początku XX wiek jako przedłużenia Krupówek w stronę Gubałówki. Otoczona góralskimi chatami. Podczas II wojny światowej naziści wyburzyli większość chałup i poszerzyli znacznie aleję, nadając jej obecny kształt.
W otoczeniu ulicy znajdują się stosunkowo niewiele budynków. Do ważniejszych należą:
- Galeria Jerzego Jędrysiaka
- targowisko regionalne
- Cmentarz na Pęksowym Brzyzku